# An-Nabī Schaith
An-Nabī Schaith (arabisch النبي شيث, DMG an-Nabī Šaiṯ, auch El Nabi Chit, Al-Nabi Shayth) ist ein Ort im Gouvernement Baalbek-Hermel des Libanon.
An-Nabī Schaith liegt in der Bekaa-Ebene im Libanon. Der Ort liegt circa 75 km östlich von Beirut und 22 km südlich von Baalbek in der Grenzregion zu Syrien. „An-Nabī Schaith“ ist arabisch für der Prophet Seth. Das Dorf wurde so genannt, weil es die Grabstätte von Set, dem Sohn Adams, enthalten soll. An der Grabstätte wurde eine Moschee errichtet, in der sich das Grab von Set befindet.

## Söhne und Töchter des Ortes
- Abbas al-Musawi (≈1952–1992), Generalsekretär des militärischen Flügels der Hisbollah
- Fuad Schukr (1962–2024), Milizionär; hochrangiges Mitglied der Hisbollah